# Культура Беларуси
Культура Беларуси — совокупность достижений материальной и духовной культуры Беларуси

## История
Спасо-Преображенская церковь Спасо-Ефросиньевского монастыря в Полоцке
Каменецкая башня
Развалины Кревского замка
Троицкий костёл в Ишкольди — самый старый (из неперестроенных) костёл на территории современной Белоруссии 
Kостёл Святого Казимира вo Вселюбе
Внутренний двор Лидского замка
Мирский замок
Фарный костёл в Несвиже — первый храм в стиле барокко в Великом княжестве Литовском и один из первых в Европе
Культура современной Беларуси восходит к расселению славянских племён и их взаимодействию с уже населявшими эти земли ранее балтами. В то же время, во время археологических раскопок найдено множество предметов материальной культуры дославянского и доиндоевропейского населения Беларуси.
Проблема славянизации балтского населения территории Беларуси и характер балто-славянских взаимоотношений плохо поддаются изучению, и на данном уровне развития науки эти моменты остаются весьма спорными. В связи с этим, наиболее распространённым источником знаний по древнейшей истории Беларуси остаются летописи, впрочем, достоверность данных которых практически не находит поддержки среди археологов.
В соответствии с летописными свидетельствами, на территории современной Беларуси расселились кривичи, дреговичи и радимичи. Их традиционно отождествляют с тремя ареалами распространения различных видов височных колец — браслетообразные, перстнеобразные и семилучевые соответственно.
В 988 году белорусские земли были вместе со всей Киевской Русью крещены по византийскому обряду. В 992 году была основана Полоцкая епархия, а в 1005 году — Туровская.
Первоначально христианство приняли городские верхи, а окончательная христианизация затянулась. Вместо прежних видов погребения распространялись христианские кладбища. Велась борьба и с другими артефактами языческих времён. На «борисовых камнях», ранее являвшиеся объектами поклонения язычников, во время христианизации были выбиты надписи христианского содержания.
Принятие христианства содействовало распространению грамотности. Сохранилось созданное в XI веке Туровское евангелие. На территории Беларуси найдены и берестяные грамоты — по одной было найдено в Витебске и Мстиславле.

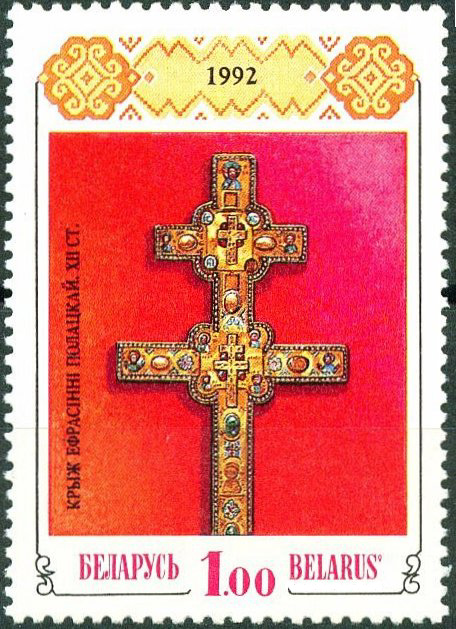
Крест Ефросиньи Полоцкой на белорусской почтовой марке

В архитектуре господствующим направлением было сакральное (церковное) зодчество, а наиболее распространённым типом сооружений был крестово-купольный храм. Существовали две региональных разновидности древнерусского зодчества (школы) — полоцкая и гродненская.
Полоцк был одним из древнейших и крупнейших городов Киевской Руси. В середине XI века (около 1050-х) здесь началось создание третьего на землях восточных славян Софийского собора.
Наиболее почитаемой белорусской святой является Евфросиния Полоцкая (Предслава), внучка полоцкого князя Всеслава Чародея. Покинув княжеский дом, она приняла монашество под именем Евфросиния и посвятила себя духовному просвещению полочан, занимаясь вместе с двоюродной сестрой Звениславой организацией школы, библиотеки, скриптория для переписки книг. Евфросиния также явилась ктитором женского монастыря, впоследствии названного её именем. Около 1161 года в Полоцке был построен Спасо-Преображенский собор (зодчий Иоанн). Собор является одним из древнейших дошедших до наших дней практически в первозданном виде памятников восточнославянской архитектуры. Восстанавливаемые в настоящее время фрески собора являются одним из наиболее ранних образцов монументальной живописи в Беларуси.
По заказу Евфросинии в 1161 году мастер Лазарь Богша создал один из наиболее известных памятников искусства, созданных на белорусских землях — напрестольный крест Евфросинии Полоцкой. Шестиконечный крест был выполнен из золотых и серебряных пластин и украшен драгоценными камнями. На кресте находилось 20 изображений святых, 60 орнаментированных фигур и около 40 деталей различных орнаментов. По преданию, при создании креста были использованы мощи святых и часть креста, на котором был распят Иисус Христос.
Туровский епископ с 1169 года, Кирилл Туровский, известен как писатель и проповедник. Кирилл получил прозвище «Златоуст» в честь сравнения своих заслуг с Иоанном Златоустом.
Известно о существовании в XII веке по меньшей мере 10 храмов в Полоцке, 3 — в Гродно, 1 — в Минске, Витебске, Волковыске, Новогрудке, Пинске и Турове.
В последней четверти XIII века (приблизительно в 1276 году) по приказу волынского князя Владимира Васильковича в районе Беловежской пущи была построена Каменецкая (Белая) вежа. В составе Великого княжества Литовского активно строились оборонительные сооружения, наиболее известные из которых — Лидский (1320-е), Кревский (1330-е) и Мирский замки (XVI век), а также Новый замок в Гродно. К числу наиболее известных культовых сооружений этого времени относятся готические церковь св. Михаила в Сынковичах Зельвенского района Гродненской области, Троицкий костёл в Ишкольди Барановичского района Брестской области — самый старый (из неперестроенных) костёл на территории современной Беларуси, и Церковь Святого Казимира вo Вселюби в Новогрудском районе Гродненской области — старейший из сохранившихся католических храмов на территории современной Беларуси.
Декоративно-прикладное искусство долгое время развивалось преимущественно на основе народных традиций. Скульптура в Великом княжестве Литовском получила распространение и развитие под влиянием католицизма; сохранилось распятие XIV века из Глубокского района Витебской области. На искусство фрески оказали влияние переселившиеся сербские мастера. Становление самостоятельной белорусской школы иконописи относят к XV—XVI векам. Наиболее распространённым сюжетом в иконографии являлись иконы с изображением Богородицы. Большая часть икон сохранилась на территории Полесья.
В 1517 году выходец из Полоцка Франциск Скорина, изучавший медицину в университетах Кракова и Падуи, издал в Праге Псалтырь — первую печатную книгу на церковнославянском языке с присутствием понятных простому народу лексических белорусизмов. Благодаря этому Скорина считается основоположником белорусского книгопечатания.
В 1596 году по инициативе иезуитов и при поддержке королевской власти, некоторых магнатов, а также католических и части православных иерархов была заключена Брестская церковная уния. В то же время, большинство православных верующих не признало унию. В 1599 году по инициативе Константина Острожского в Вильно прошёл съезд представителей православных и протестантов Речи Посполитой, на котором было принято решение о совместной борьбе против дискриминационной политики. В 1623 году горожане Витебска подняли бунт, во время которого был убит архиепископ Иосафат Кунцевич. Чуть ранее один из активных приверженцев заключения унии Лев Сапега в письме Кунцевичу критиковал методы, которыми тот проводит унию в жизнь. В 1617 году на манер ордена иезуитов был основан орден базилиан Святой Троицы (позднее переименован в честь канонизированного Иосафата Кунцевича; устав утверждён в 1631 году). В 1633 году известный своей религиозной терпимостью Владислав IV пошёл на частичное восстановление прав православия на территории Великого княжества Литовского, передав им епархии во Львове, Луцке, Перемышле и Мстиславле. Также для православных была декларирована свободы культа и равноправие. Благодаря этим мерам религиозная напряжённость в Великом княжестве Литовском значительно ослабла. Между тем, в конце XVII века униатская церковь значительно укрепила свои позиции и стала доминировать в прежде православных регионах.
Значительную роль в культурных процессах играл орден иезуитов. В начале XVII века иезуиты в Речи Посполитой перешли от агрессивной политики, не нашедшей понимания у населения, к миссионерской и культурно-просветительской деятельности. Иезуиты придавали особое значение формировавшему католическое мировоззрение образованию в виде иезуитских школ и коллегий. Кроме того, орден вёл активную пропаганду среди магнатов и шляхты, в том числе и православного происхождения. В 1603 году в Кракове начал выходить собственный индекс запрещённых книг для Речи Посполитой, которые, однако продолжали выходить на территории Великого княжества Литовского.
Перевод делопроизводства на польский язык и усиление полонизации местной шляхты отрицательно сказались на развитии белорусской культуры.
В начале XIX века на территории белорусских губерний, вошедших в состав Российской империи, проявился повышенный интерес к народной культуре, который выразился в её систематическом изучении и формировании традиций современной белорусской культуры. Около истоков национально-культурного возрождения стояли преимущественно выходцы из католической полонизированной шляхты белорусского происхождения. Мноиге из них считали своей родиной Польшу, а белорусские земли — «малой родиной». В то же время, важный вклад в развитие белорусского языка и литературы внесли и представители воспитанной в русском духе интеллигенции.
Важную роль в становлении белорусской литературы сыграл Ян Чечот, собравший и издавший большой фольклорный материал и написавший несколько стихотворений на белорусском языке. Александр Рыпинский издал в Париже этнографическо-фольклорную работу «Białoruś» (1840) на польском языке. Один из основателей современной белорусской литературы Ян Барщевский написал по-польски, но на белорусском материале сборник «Szlachcic Zawalnia, czyli Białoruś w fantastycznych opowiadaniach» («Шляхтич Завальня, или Беларусь в фантастических повествованиях»), а также оставил ряд стихотворений, написанных по-белорусски. В первой половине XIX века была написана поэма Энеида наизнанку, её наиболее вероятный автор — Викентий Равинский. Усилиями Винцента Дунина-Марцинкевича белорусская литература приобрела большее сюжетное разнообразие. Благодаря ему стала терять популярность практика отрицания самобытности белорусской культуры, а его произведения способствовали подъёму национального самосознания. В середине XIX века была написана сатирическая поэма «Тарас на Парнасе», её вероятный автор — Константин Вереницын. В 1862-1863 гг. впервые на белорусском языке латинской графикой выходила газета Мужицкая правда, издаваемая Константином (Кастусём) Калиновским и положившая развитие белорусской публицистике. Дальнейшее развитие белорусская литература получила благодаря Франциску Богушевичу, который разрабатывал патриотическую и социальную тематику, а также активно выступал в поддержку белорусского языка. Его основные сборники оставались неизданными до 1890-х годов.
После восстания 1863 года и запрета на использование в белорусском языке латинской графики издание книг на нём было приостановлено до рубежа 1880-х — 1890-х. Официальная печать в белорусских губерниях («Губернские ведомости» и «Епархиальные ведомости») проводили русификаторскую политику. В 1886—1902 гг. в Минске выходил Минский листок — независимое издание, на страницах которого часто печаталась белорусская интеллигенция. Большая роль в распространении белорусского языка в печати принадлежит Александру Слупскому и Николаю Янчуку, которые в конце XIX века начали издавать «Северо-Западные календари» (или «Календари Северо-Западного края») с использованием текстов на белорусском языке.
Серьёзным препятствием для развития национальной культуры в начале XIX века было слабое владение белорусским языком местной интеллигенцией; в основном образованные люди говорили и писали по-русски и по-польски. Формирование белорусского литературного языка происходило на основании народных говоров и практически без опоры на западнорусский (старобелорусский) язык. Более того, многие достижения средневековой литературы были практически забыты. 

Культурную жизнь республики освещают, в основном, республиканские газеты «Літаратура i мастацтва» (Литература и искусство) (1932), «Культура» (1991), «Вестник культуры» (1996) и журнал «Мастацтва» (Искусство) (1983).
Также выделяется и материальная культура привилегированного сословия в Беларуси XIV—XVI вв. Развитие культуры привилегированного сословия в Беларуси проходило различные стадии, как и культура других европейских государств. Более того, белорусская культура привилегированного сословия перенимала и черты культуры западноевропейских государств. Вначале жилой комплекс был обусловлен военизированным характером, потому что особое значение предавали обороне. Типичными считались места пребывания в замках. В XV—XVI вв. в сооружениях стали просматриваться оборонные элементы такие, как башни и рвы. Находясь под влиянием Западной Европы, на территорию Беларуси стали проникать оборонительные элементы и системы. Стала распространяться анфиладная планировка, в интерьере стали распространяться камины вместо печей, появляются новые элементы мебели такие, как кресла, буфеты, книжные шкафы. Почти все виды кафли стали распространяться в Беларуси в качестве декора интерьера: кафля портретная, кафля с изображением букета в вазе и кафля с кованым орнаментом. Кафля с геометрическим орнаментом пользовалась меньшей популярностью. Например, образцы, найденные в Мирском замке и Заславле, идентичны образцам мебели из Германии.
Элементы одежды также, как и элементы жилищного комплекса, находились под влиянием западноевропейской культуры. Большой популярностью и престижем пользовались шелковые ткани с богатым цветным растительным орнаментом и золотым шитьем или золотыми нитями. Такие материалы чаще всего пользовались для шитья парадной одежды. Покрой же представителя белорусского привилегированного сословия также претерпевал изменения, как западноевропейский костюм. Например, началось распространение женского платья на основе корсета, построение цветовой гаммы костюма на контрастных сочетаниях темного и светлого, наличие общих для Европы особенностей кроя одежды (жупану соответствовал чешский и венгерский доломан, французский пурпуэн, английский джеркинд). Активно использовались ткани из других стран. Костюм представителей мужского привилегированного сословия сохранял дольше свои национальные черты на протяжении XV—XVI вв. в то время, как женский костюм подвергался большему влиянию западноевропейской культуры. Отношение людей к таким видоизменениям считалось одинаково негативным, потому такие заимствования нарушали традиции и нравственные устои. Культура питания носила региональный характер, потому что базировалась на местных продуктах. Однако европейским заимствованием все же можно считать употребление привозных вин (в XIV в. — византийских, позже, в XV—XVI вв. — венгерских, итальянских, французских) в среде верхней прослойки привилегированного сословия. Появление элементов западноевропейского заимствования обусловлено тем, что данные элементы воспринимались как престижные, прогрессивные и комфортные. Материальная культура привилегированного сословия развивалась в контексте западноевропейской культуры, а заимствование культурных элементов не влияло на культурную самобытности привилегированного сословия Беларуси.
XX век

### Библиотеки
- Национальная библиотека Республики Беларусь в Минске обладает самым большим собранием печатных изданий в стране и правом получения обязательного экземпляра. Здесь собрано самое большое за пределами России собрание книг на русском языке.
- Центральная научная библиотека им. Я.Коласа НАН Беларуси
- Президентская библиотека Республики Беларусь
- Минская областная библиотека имени А. С. Пушкина
- Научная библиотека Белорусского национального технического университета

## Музеи
- Национальный исторический музей Республики Беларусь (бывший Национальный музей истории и культуры) — крупнейший музей в стране
- Национальный художественный музей Республики Беларусь: содержит крупнейшее собрание произведений искусства. Активно пропагандирует национальное искусство. Часто проводит выставки произведений белорусских художников.
- Витебский художественный музей[бел.]: коллекции произведений белорусского искусства
- Могилёвский областной художественный музей имени П. В. Масленикова
- Национальный Полоцкий историко-культурный музей-заповедник

Коллекционеры искусства

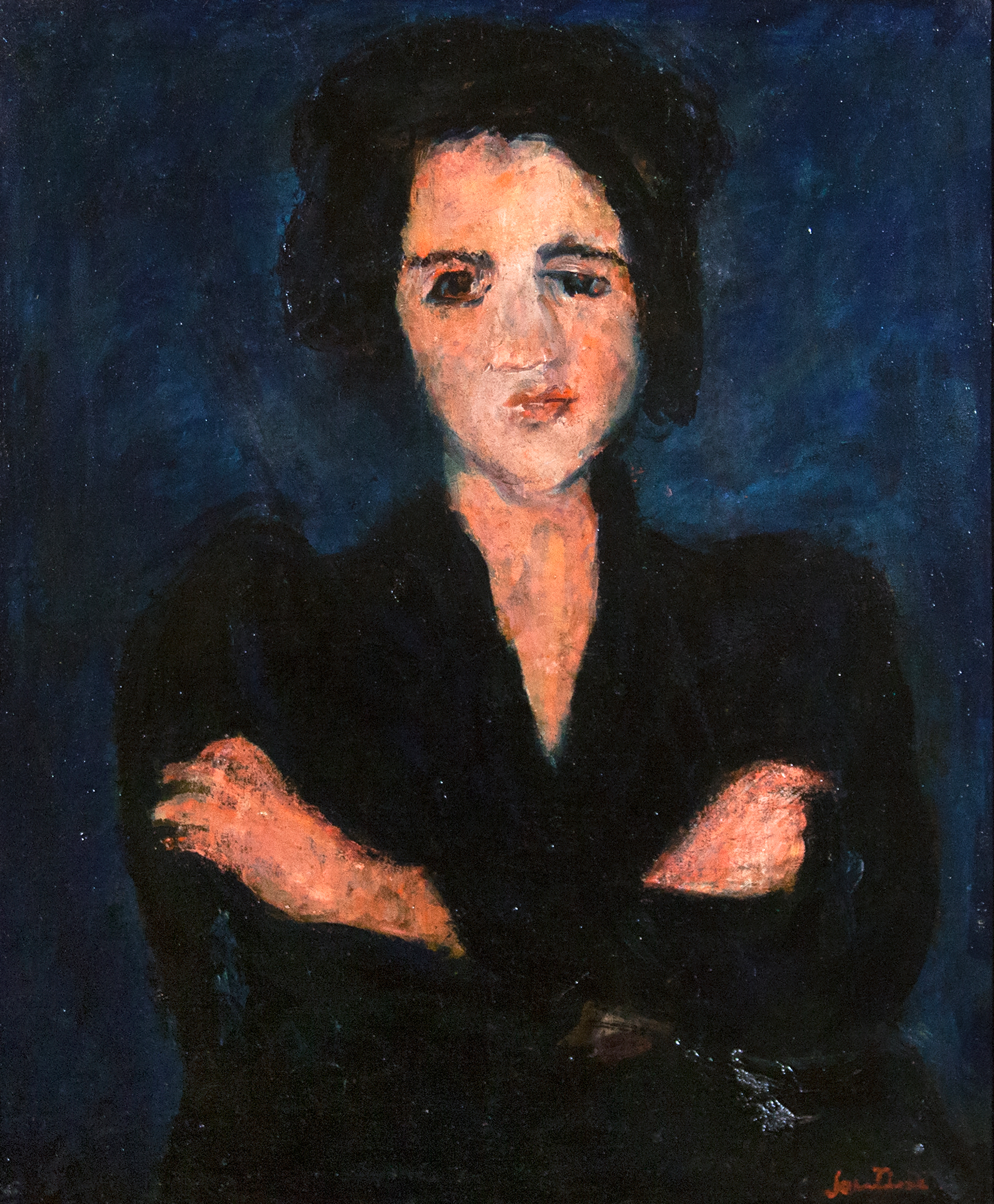
Хаим Сутин «Ева» (1928). Из корпоративной коллекции Белгазпромбанка

Помимо государственных музейных собраний, с 1990-х годов в Беларуси значительную роль в сохранении культурного наследия начинают отыгрывать частные коллекции.
Наиболее крупной и ценной является корпоративная коллекция Белгазпромбанка, признанная наибольшим собранием работ художников Парижской школы в Восточной Европе .
Собственными коллекциями произведений искусства владеет холдинг «Атлант-М», Приорбанк.

## Театр
Развился из древних народных обрядов, творчества бродячих музыкантов, придворных трупп белорусских магнатов, деятельности любительских коллективов рубежа XIX—XX вв.
В настоящее время работают 28 государственных театров, большое количество самодеятельных народных коллективов, в том числе:
- кукольные театры
- драматические театры
- музыкальные театры

Национальный академический Большой театр оперы и балета Республики Беларусь наиболее известен. Его постановки завоевали грандиозный успех как у отечественного, так и у зарубежного зрителя.
Фестивали
Часто проходят масштабные театральные фестивали, среди которых:
- «ТЕАРТ» (Минск)
- «Панорама» (Минск)
- «Белая вежа» (Брест)

Международный форум театрального искусства «ТЕАРТ»

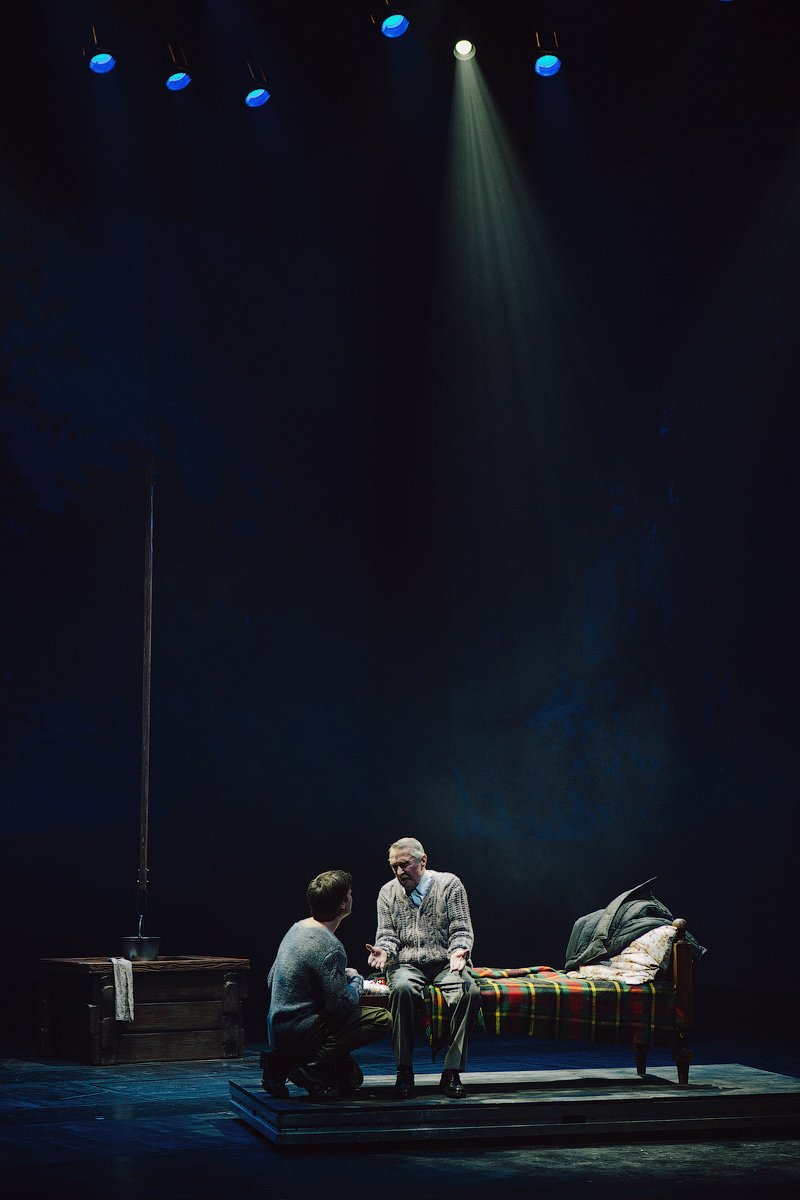
Спектакль «Тата» Дмитрия Богославского в Национальном академическом театре имени Янки Купалы на закрытии фестиваля «ТЕАРТ-2014». Фото: Наталия Кашевская

«ТЕАРТ» проводится в Минске с 2011 года. Главные организаторы форума — Центр визуальных и исполнительских искусств «АРТ Корпорейшн» и ОАО «Белгазпромбанк». Фестиваль «ТЕАРТ» делает акцент на экспериментах и художественном новаторстве в театре. География стран-участниц форума включает Аргентину, Беларусь, Венгрию, Германию, Южную Корею, Израиль, Италию, Латвию, Литву, Польшу, Россию, Эстонию, Францию. Авторами постановок выступают известные режиссёры: Василий Бархатов, Константин Богомолов, Юрий Бутусов, Кшиштоф Варликовский, Дмитрий Волкострелов, Ромео Кастеллуччи, Ян Клята, Оскарас Коршуновас, Штефан Кэги, Кристиан Люпа, Охад Наарин, Кирилл Серебренников, Алвис Херманис, Гжегож Яжина.

## Кинематограф
Расцвет белорусского кинематографа приходится на 1959 г. — 1-ю половину 1980-х годов. Тогда были сняты самые яркие и известные картины. Вот некоторые из них:
- «Часы остановились в полночь» (1959, ч/б): Драматичная история подготовки и проведения минскими подпольщиками покушения на гауляйтера Беларуси фон Кубе. Работа, принесшая «Беларусьфильму» славу «Партизанфильма».
- «Через кладбище» (1965, ч/б): Дебютный фильм В.Турова. Будни партизанской войны глазами режиссёра-шестидесятника. В 1994 г. решением ЮНЕСКО фильм внесен в список 100 лучших фильмов мира.
- «Я родом из детства» (1966, ч/б): Дети войны, Туров и Шпаликов, вспоминают послевоенные будни маленького белорусского городка. Песни В.Высоцкого звучат как саундтрек «лирического дневника» минувшего детства.
- «Я, Франциск Скорина…» (1970, цв.): Биографическая лента о великом первопечатнике. Динамичный сюжет и качественная актерская работа, натурные съемки в Праге делают фильм образцовым опытом превращения исторического персонажа в поп-икону для последующих поколений. Опыт этот, увы, до сих пор остается невостребованным белорусским кино.
- «Вся королевская рать» (1971, ч/б): Телесериал по мотивам романа Роберта П.Уоррена. Никогда прежде (да и после) на советском ТВ не появлялось столь достоверной картины «из американской жизни». Звездный час Георгия Жженова и Михаила Козакова.
- «Приключения Буратино» (1975, цв.): телемюзикл, подаривший песню про великого плута с именем из четырёх слогов. История деревянного шалопая, устроившего революцию в отдельно взятом кукольном театре под музыку А.Рыбникова.
- «Венок сонетов» (1976, ч/б): Поэтическая фантазия о последней военной весне. Музыка Е.Глебова, стихи Б.Ахмадуллиной (звучащие «от автора»), операторская работа Т.Логиновой создают на экране неповторимый мир, сравнимый с фильмами Ф.Феллини. Фильм критиковался чиновниками Союза кинематографистов СССР за «манерность» и «стилистические виньетки».
- «Про Красную Шапочку» (1977, цв.): Продолжение известной сказки превратилось в музыкальную комедию. За роль Красной Шапочки Яна Поплавская в 11-летнем возрасте получила Государственную премию СССР.
- «Дикая охота короля Стаха» (1979, цв.): Экранизация остросюжетного романа В.Короткевича. Попытка скрестить «Дубровского» и «Собаку Баскервилей». Опыт создания «фильма ужасов» на материале истории и фольклора Беларуси. Ещё одна оборванная жанровая нить белорусского кино.
- «Люди на болоте» (1982, цв.): Экранизация одноименного монументального романа И.Мележа. Редкий образец подлинно национального кино: белорусская речь героев естественна и красива. Режиссёр, оператор Д.Зайцев, художник Е.Игнатьев, композитор О.Янченко, актеры Е.Борзова, Г.Гарбук, Ю.Горобец получили Госпремию СССР.
- «Белые росы» (1983, цв.): Лирическая «народная комедия»: молодые жители деревни Белые Росы выбирают городскую жизнь. Яркие актерские работы, «шукшинская» стилистика, фольклорный юмор. Лучшая комедия 1984 года по опросу журнала «Советский экран».

На данном этапе Республиканское унитарное предприятие «Киностудия „Беларусьфильм“» выпускает низкорейтинговые картины и в небольшом количестве. Но в стране появляются другие кинопроизводители.
В 2016 году отечественный кинофильм «Государственная граница: Ложная цель» посмотрело 50,4 тыс. зрителей в кинотеатрах, независимый фильм «ГараШ» — 6,7 тыс. Из зарубежных фильмов наиболее популярными стали фильмы «Варкрафт» (281,4 тыс. зрителей), «Дэдпул» (221,2 тыс.), «Зверополис» (200,4 тыс.) и «Экипаж» (151,6 тыс.).

## Музыкальное искусство

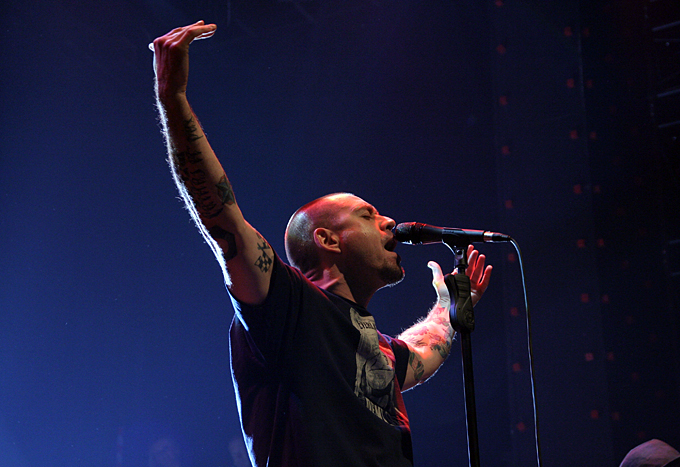
Сергей Михалок, лидер группы Ляпис Трубецкой

Белорусская музыка в основном стремится сохранить национальные традиции. В концертных залах можно увидеть классику белорусской музыки.

### Музыкальные группы и исполнители
В 1970-х годах были известны ВИА Верасы, Сябры, женская «Чаровницы». Но самыми популярными из белорусских исполнителей были Песняры. Они стали первой советской группой, которая выехала на гастроли в США.

### Современная музыка
Наибольшее развитие получили такие направления, как инди, рок и фолк.
Самые популярные поп-рок команды в стране: J:Морс и Без билета.
Альтернативные:
Серебряная свадьба,
Аддис Абеба,
Кассиопея,
Open Space (группа),
Akute
и другие.
К грандам музыкальной сцены можно отнести группы Ляпис Трубецкой, также Троица (фолк), N.R.M. (рок).

## Фестивали
Ежегодно проходит до 60 фестивалей:
- «Славянский базар в Витебске» — Международный фестиваль искусств
- Званы Сафіі
- Музы Нясвіжа
- Республиканский фестиваль национальных культур (Гродно)
- Дажынкі
- Дударскі фест

также: Беларусь на конкурсе песни Евровидение, Беларусь на детском конкурсе песни Евровидение